# Râjlețu-Govora
Râjlețu-Govora – wieś w Rumunii, w okręgu Ardżesz, w gminie Uda. W 2011 roku liczyła 480 mieszkańców.